# Aappilattoq (Kujalleq)
Aappilattoq (Augpilagtoq) – miejscowość na południowym wybrzeżu Grenlandii, w gminie Kujalleq. Została założona w 1922 roku. W Aappilattoq znajduje się heliport będący środkiem komunikacji z innymi miejscowościami na Grenlandii.
Według danych z 2011 roku mieszkało w niej 131 osób.